# الحمام الروماني بلطة بوعوان
الحمام الروماني بلطة بوعوان  هو معلم أثري تونسي مصنف من قبل المعهد الوطني للتراث يقع في  ولاية جندوبة في الشمال الغربي التونسي، تحديدا في مدينة أولاد علي تم تصنيف المعلم في يوم 3 مارس 1915.